# 27277 Pattybrown
27277 Pattybrown è un asteroide della fascia principale. Scoperto nel 2000, presenta un'orbita caratterizzata da un semiasse maggiore pari a 2,2339097 UA e da un'eccentricità di 0,0968825, inclinata di 2,90610° rispetto all'eclittica.